# Борис Велчев (юрист)
 Тази статия е за прокурора.  За политика от БКП вижте Борис Велчев (политик).  
Борис Владимиров Велчев е български юрист и учен, главен прокурор на България в периода 2006 – 2012 г. и съдия в Конституционния съд на България между 2012 и 2021 година. Председател на КС от 2015 до 2021 година. Ректор на Висшето училище по застраховане и финанси (мандат 2021 – 2025 година).

## Биография

### Произход и образование
Борис Велчев е роден на 26 април 1962 година в София, България. Син е на дипломата Владимир Велчев, член на ЦК на БКП и на юристката Нина Велчева, внук е на Борис Велчев, бивш член на Политбюро на ЦК на БКП.
Учи в 107 Основно училище „Ламби Кандев“ (сега „Хан Крум“). През 1981 година завършва Английската гимназия в София. През 1987 година завършва висше юридическо образование в Юридическия факултет на Софийския университет „Климент Охридски“, а придобива юридическа правоспособност през 1990 година.

### Професионална кариера
Между 1988 и 1990 година работи в Министерския съвет като съветник в отдел „Правен“. През 1990 година става асистент в Юридическия факултет на Софийския университет. Придобива докторска степен през 1997 г. с дисертация на тема „Имунитетът по наказателно право на Република България“, хабилитира се като доцент през 2002 година, а от 2012 година е професор по наказателно право. През 2015 година придобива научната степен доктор на науките с дисертация на тема „Престъпления против Републиката“.
Преподава Наказателно право и Международно наказателно право в Софийския университет „Св. Климент Охридски“ и във Великотърновския университет „Св. св. Кирил и Методий“, където до 2012 година е и ръководител на Катедрата по наказателно-правни науки.
Член е на Консултативния съвет по законодателството при XXXIX и XL народно събрание.
Председател е на Правната секция и член на Бюрото на Съюза на учените в България. След това от 2002 до 2006 година на Правния съвет на президента на Република България.
На 19 януари 2006 година е избран за главен прокурор на България като единствен кандидат и с одобрение 23 от 25 гласа на членовете на Висшия съдебен съвет. От 23 февруари 2006 до 31 октомври 2012 година е главен прокурор.
От 15 ноември 2012 година Велчев е съдия в Конституционния съд. Председател е на Конституционния съд от 15 ноември 2015 година, като на 14 ноември 2018 година е преизбран за втори мандат. Мандатът му като член на КС, а и като председател изтича на 15 ноември 2021 година.
На 6 декември 2021 г. е избран с 4-годишен мандат за ректор на Висшето училище по застраховане и финанси. През 2024 година е избран за член-кореспондент на Българската академия на науките.
Борис Велчев е сред първите юристи в България, които се обявяват категорично за падането на имунитета на магистрати и депутати.
Владее английски и руски език.
Борис Велчев е превеждал от английски език романи на Греъм Грийн и други.